# Kelvi Souza
Kelvi Geovani de Camargo Souza (Curitiba, 15 de junho de 2001) é um voleibolista indoor brasileiro atuante na posição de central, com marca de alcance de 348 cm no ataque e 328 cm no bloqueio. Serviu a Seleção Brasileira na categoria de base e conquistou a medalha de ouro na primeira edição dos Jogos Pan-Americanos Júnior de 2021 na Colômbia.

## Carreira
Em 2018 atuava pela AVP/Dental UniCuritiba e foi vice-campeão do Campeonato Regional Sub-18, sendo premiado como melhor central da competição e no ano seguinte ainda vinculado a este clube, foi convocado para os treinamentos visando a seleção Paranaense na edição do Campeonato Brasileiro de Seleções, categoria Sub-19, sediado em Saquarema.
Transferiu-se em 2020 para categorias de base do Minas Tênis Clube, sagrou-se campeão da  primeira edição da Copa Minas Sub-21 de 2021 e eleito melhor jogador, cedido por empréstimo ao Minas Tênis Náutico Clube disputou a Superliga Brasileira C de 2021, conquistaram o título e a promoção para a Superliga Brasileira B.
No ano de 2021 serviu a seleção brasileira na edição do Campeonato Mundial Sub-21  sediado na Bulgária e Itália], finalizando na sétima posição e no mesmo ano foi convocado pelo técnico Renan Dal Zotto para disputar pela seleção Sub-23 a edição dos Jogos Pan-Americanos Júnior em Cáli conquistando a medalha de ouro.Na temporada 2021-22 foi integrado ao elenco profissional do Fiat/Gerdau Minas conquistando o título da Copa Brasil de 2022 e o vice-campeonato no Campeonato Sul-Americano de Clubes, sediado em Contagem.Na série final da Superliga Brasileira A de 2021-22 substituiu o central titular e tem sido um dos destaques do time no certame

## Títulos e resultados
- Superliga Brasileira-Série C:2021
- Copa Brasil:2022
- Copa Brasil:2021
- Campeonato Mineiro:2021
- Copa Minas Sub-21:2021
- Campeonato Regional do Paraná Sub-18:2018

## Premiações individuais
- MVP da Copa Minas Sub-21 de 2021
- Melhor Central da Copa Minas Sub-21 de 2021
- Melhor Central do Campeonato Regional do Paraná Sub-18 de 2018